# Sovinfilm
Sovinfilm (tiếng Nga: Совинфильм) là một công ty phân phối Điện ảnh có trụ sở chính tại Moskva, là nhà sản xuất của hơn 500 phim hợp tác Quốc tế và các dự án hoạt hình.